# Carlos Vaz de Melo
Carlos Vaz de Mello (Congonhas de Sabará, 8 de setembro de 1842 — 3 de novembro de 1904) foi um político e empresário brasileiro. Foi presidente da Câmara dos Deputados e senador durante a República Velha.

## Biografia
Filho do engenheiro Fernando Vaz de Melo e de sua esposa, Sofia Adelaide de Andrade, Carlos tinha seis irmãos: Aurélio, Fernando, Domingos, Cornélio (prefeito de Belo Horizonte), Séptimo e Lívia.
Em 1859, aos dezessete anos de idade, ele entrou para a Faculdade de Direito da Universidade de São Paulo. Três anos depois, seu pai foi assassinado, o que o levou a trabalhar para sustentar seus estudos, taquigrafando as aulas de seus professores e organizando matérias de seus colegas. Em 1864, bacharelou-se e regressou a Minas Gerais, onde exerceu a advocacia por um ano.
No dia 13 de setembro de 1865, em Sabará, Carlos casou-se com sua prima, Maria Augusta Vaz de Melo. Tiveram dezesseis filhos: Felipe, Alice (educadora e enfermeira), Mário, Gragina, Maria, Carlos, Sylvia, Clélia (esposa de Artur Bernardes e primeira-dama do Brasil entre 1922 e 1926), Sylvio, Fernando, Sophia, Lívia, Maria Augusta, Cyro, Sebastião e Washington.
Em janeiro de 1866, tornou-se juiz municipal da Comarca de Ubá e delegado de polícia desta cidade. Dez anos mais tarde, foi apontado juiz de Santa Rita do Turvo (atual Viçosa), cargo que ocupou até 1882. Com a Lei Saraiva, Vaz de Melo demitiu-se do cargo de magistrado.
Em maio de 1882, Carlos tornou-se deputado geral. Mais tarde, ele fundou em Viçosa duas fábricas de tecidos e o semanário Cidade de Viçosa. Em abril de 1892, depois de ser anistiado por Floriano Peixoto, pois liderara uma revolta armada contra as autoridades do município, tornou-se seu partidário.
Filiado ao Partido Republicano Mineiro (PRM), Carlos Vaz de Melo exerceu, por três mandatos, os cargos de deputado federal, tornando-se presidente da Câmara (1886 a 1894, 1897 a 1899 e 1900 a 1902), e senador federal, entre 1903 e 1904.
Devastado pela enfermidade e pela morte de dois filhos, vitimados pela febre amarela, Carlos Vaz de Melo deixou, ao morrer, a política de Viçosa dividida em dois partidos: um dirigido por seu genro, Artur Bernardes, e outro por seu amigo, José Teotônio Pacheco.